# Cirrochroa moeris
Cirrochroa moeris är en fjärilsart som beskrevs av Hans Fruhstorfer 1912. Cirrochroa moeris ingår i släktet Cirrochroa och familjen praktfjärilar. Inga underarter finns listade i Catalogue of Life.